# Фінал кубка Австрії з футболу 1934
У фіналі розіграшу кубка Австрії 1933/34 грали «Адміра» і «Рапід».

## Шлях до фіналу
«Адміра»:
- «Шелл» — 9:2. Голи: Шалль (4), А.Фогль (3), Штойбер, Ганеманн — Раушер, Гердін.
- «Фаворітнер СК» — 15:0. Голи: Шалль (5), Ганеманн (4), А.Фогль (2), Штойбер (2), Л.Фогль (2)
- «Аустрія» — 4:2. Голи: Шалль, Ганеманн, Зігль, А.Фогль — Фіртль, Сінделар.
- «Флорідсдорфер» — 1:0. Гол: Шалль.

«Рапід»:
- «Рудольфшаймер» — 10:1. Голи: Кабурек (4), Остерманн (3), Біцан (2), Біндер — Готтліб.
- «Асторія XX» — 8:1. Голи: Кабурек (4), Біндер (4) — Мельцер.
- «Вінер Шпортклуб» — 7:1. Голи: Кабурек (3), Біндер (2), Біцан (2) — Келлінгер[de].
- «Відень» — 3:2. Голи: Пессер, Біцан, Веселік — Гассман.

## Деталі матчу
| 10 травня 1934 |

| «Адміра»                                                   | 8 – 0 | «Рапід» |
| ---------------------------------------------------------- | ----- | ------- |
| Ганеманн 6', 78', 83' Шалль 24', 26', 28' А.Фогль 27', 84' | звіт  |         |

| «Пратер» (Відень) Глядачів: 32 000 Арбітр: Лео Скалка (Австрія) |

|                                       |                    |  |
|                                       |                    |  |
| ВР                                    | Петер Пляцер       |  |
|                                       | Роберт Павлічек    |  |
|                                       | Антон Янда         |  |
|                                       | Йоганн Урбанек     |  |
| ПЗ                                    | Карл Гуменбергер   |  |
|                                       | Йозеф Міршичка     |  |
|                                       | Леопольд Фогль     |  |
| НП                                    | Вільгельм Ганеманн |  |
| НП                                    | Карл Штойбер       |  |
| НП                                    | Антон Шалль        |  |
| НП                                    | Адольф Фогль       |  |
| Тренери: Ганс Коцурек, Йоганн Сколаут |                    |  |
|                                       |                    |  |

|                                       |                  |  |
|                                       |                  |  |
| ВР                                    | Рудольф Рафтль   |  |
| ЗХ                                    | Карл Єстраб      |  |
| ЗХ                                    | Людвіг Таушек    |  |
| ПЗ                                    | Франц Вагнер     |  |
| ПЗ                                    | Йозеф Смістик    |  |
| ПЗ                                    | Йоганн Пессер    |  |
| НП                                    | Йоганн Остерманн |  |
| НП                                    | Франц Веселік    |  |
| НП                                    | Йозеф Біцан      |  |
| НП                                    | Франц Біндер     |  |
| НП                                    | Йоганн Луеф      |  |
| Тренери: Діоніс Шенекер, Едуард Бауер |                  |  |
|                                       |                  |  |